# 판훙
판훙(중국어: 潘虹, 병음: Pān Hóng, 한자음: 반홍, 1954년 11월 4일 ~ )은 중국의 배우이다.

## 출연작
- 2015년 동방 위성 텔레비전 동방극장 《호마묘파》 - 장야시엔 역
- 2017년 장쑤 위성 텔레비전 행복극장 《아문적애》 - 치수란 역
- 2017년 후난위성텔레비전 금응독파극장 《미미기연》 - 지앙쇼옌 역
- 2018년 안후이 위성 텔레비전 해돈제일극장 《신만가등화》 - 탕자오자오 역
- 2018년 CCTV-8 황금강당극장 《성충당》 - 지앙쉬에잉 역
- 2018년 텐센트 웹드라마 《고흥우견니》 - 용홍순 역
- 2019년 유쿠 웹드라마 《애상니치유아》 - 린쥐판 역
- 2022년 CCTV-8 황금강당극장 《노규밀》 - 아이린 역
- 2023년 후난위성텔레비전 금응독파극장 《온난적첨밀적》 - 치무 역